# جيمي بال
جيمي بال هو منافس ألعاب قوى كندي، ولد في 7 مايو 1903 في دوفين في كندا، وتوفي في 2 يوليو 1988 في فيكتوريا في كندا.

## وصلات خارجية
- جيمي بال على موقع اللجنة الأولمبية الدولية (الإنجليزية)
- جيمي بال على موقع أوليمبيديا (الإنجليزية)
- جيمي بال على موقع اللجنة الأولمبية الكندية (الإنجليزية)
- جيمي بال على موقع قاعة كندا للمشاهير الرياضية (الإنجليزية)
- جيمي بال على موقع قاعة مانيتوبا للمشاهير الرياضية (الإنجليزية)